# Tracker bar
Tracker bar är ett perforerat rör som används för att läsa av data på en pappersrulle eller pappskiva med stansade hål. Den används i mekaniska musikinstrument, till exempel orchestrion eller pianola där mekaniken drivs med hjälp av vakuum.
Varje hål i rullen läses av genom att hålet i tracker bar friläggs och därigenom släpper in atmosfäriskt tryck till den bälg som styr önskad funktion.